# Amolinia
Amolinia R. M. King & H. Rob. é um género botânico pertencente à família Asteraceae.

## Espécies
Apresenta uma única espécie:
- Amolinia heydeana